# Green Island (Hongkong)

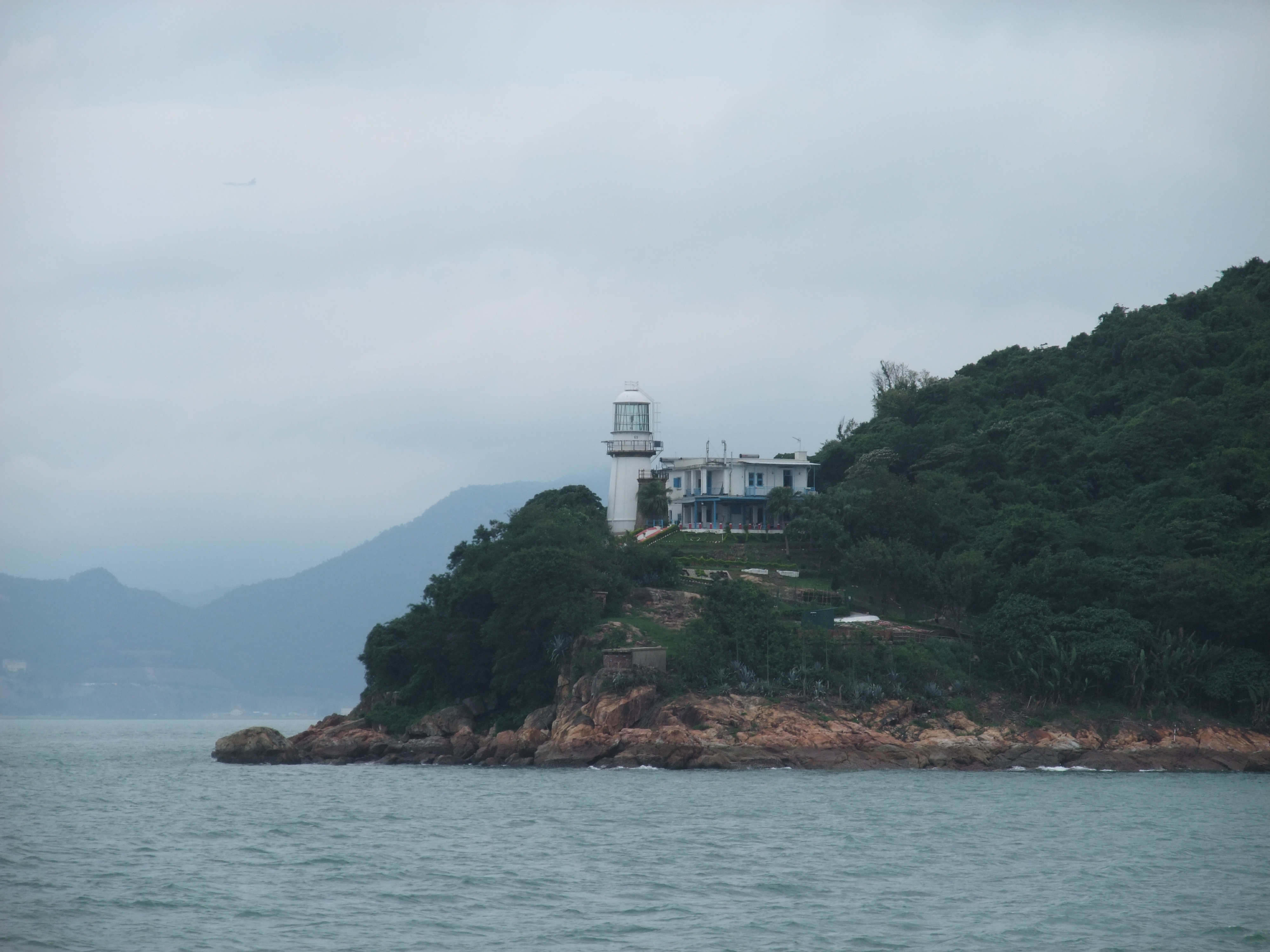
Green Island Lighthouse

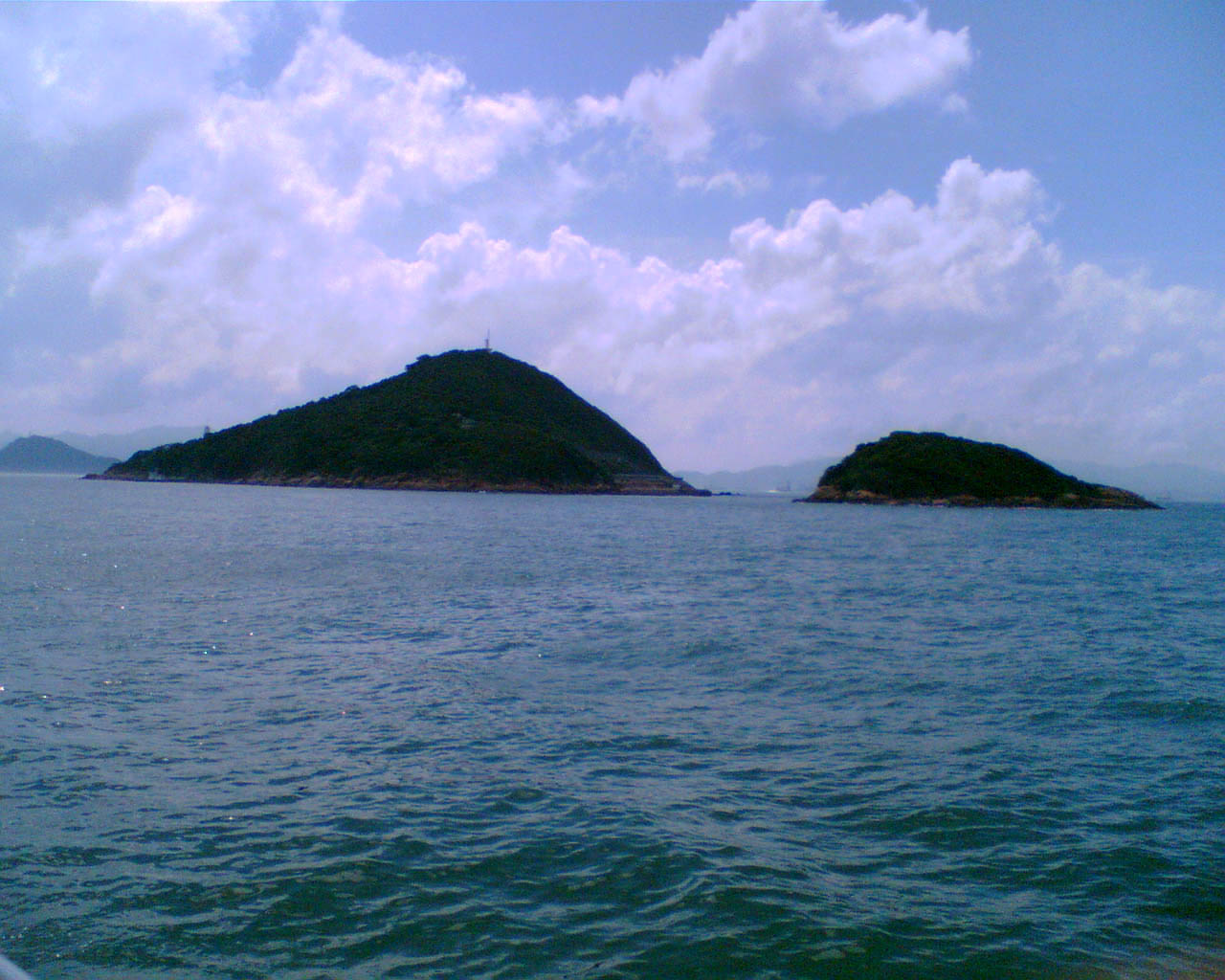
Green Island en Little Green Island

Green Island (Nederlands: Groeneiland; Traditioneel Chinees: 青洲) is een Chinees eiland gelegen in Hongkong in Victoria Harbour, voor de noordwestelijke kust van de stad Kennedy op het Hong Kong eiland in Hongkong. Green Island is grotendeels onbewoond en aan de oostkust is er een opvangcentrum en een politiebureau. Op het eiland staan twee historische vuurtorens, gebouwd in 1875 en 1905. Het eiland is bedekt met bos en hoog struikgewas. Er zijn meer dan 150 plantensoorten te vinden op het eiland. Bestuurlijk gezien maakt het eiland deel uit van het Central and Western District.